# Nigeria en la Copa Mundial de Fútbol de 1998
La selección de Nigeria fue uno de los 32 países participantes de la Copa Mundial de Fútbol de 1998, realizada en Francia. Fue su segunda participación consecutiva y en total en la Copa Mundial de Fútbol, tras haber alcanzado los octavos de final en Estados Unidos 1994 y ser eliminada en el alargue ante Italia.

## Clasificación

### Grupo 1
| País         | J | G | E | P | GF | GC | GD  | Pts |
| ------------ | - | - | - | - | -- | -- | --- | --- |
| Nigeria      | 6 | 4 | 1 | 1 | 10 | 4  | 6   | 13  |
| Guinea       | 6 | 4 | 0 | 2 | 10 | 5  | 5   | 12  |
| Kenia        | 6 | 3 | 1 | 2 | 11 | 12 | −1  | 10  |
| Burkina Faso | 6 | 0 | 0 | 6 | 7  | 17 | −10 | 0   |

| 9-11-1996 | Nigeria          | 2–0     | Burkina Faso | Lagos National Stadium, Lagos                          |                                                        |
|           | Amokachi 46' 77' | Reporte |              | Asistencia: 55,000 espectadores Árbitro(s): Omer Yengo | Asistencia: 55,000 espectadores Árbitro(s): Omer Yengo |

| 12-1-1997 | Kenia      | 1–1     | Nigeria       | Moi International Sports Centre, Nairobi                         |                                                                  |
|           | Simiyu 22' | Reporte | Akpoborie 48' | Asistencia: 60,000 espectadores Árbitro(s): Abdul Rahman Al-Zaid | Asistencia: 60,000 espectadores Árbitro(s): Abdul Rahman Al-Zaid |

| 5-4-1997 | Nigeria          | 2–1     | Guinea        | Lagos National Stadium, Lagos                            |                                                          |
|          | Amokachi 66' 67' | Reporte | T. Camara 87' | Asistencia: 40,000 espectadores Árbitro(s): Said Belqola | Asistencia: 40,000 espectadores Árbitro(s): Said Belqola |

| 27-4-1997 | Burkina Faso | 1–2     | Nigeria                   | Stade du 4 Août, Uagadugú                               |                                                         |
|           | Zongo 76'    | Reporte | Adepoju 42' · Amunike 58' | Asistencia: 12,224 espectadores Árbitro(s): Sahli Ferid | Asistencia: 12,224 espectadores Árbitro(s): Sahli Ferid |

| 7-6-1997 | Nigeria                              | 3–0     | Kenia | Lagos National Stadium, Lagos                             |                                                           |
|          | Oliseh 13' · Amunike 43' · Oruma 83' | Reporte |       | Asistencia: 25,000 espectadores Árbitro(s): Lim Kee Chong | Asistencia: 25,000 espectadores Árbitro(s): Lim Kee Chong |

| 16-8-1997 | Guinea        | 1–0     | Nigeria | Stade du 28 Septembre, Conakry                           |                                                          |
|           | F. Camara 50' | Reporte |         | Asistencia: 25,000 espectadores Árbitro(s): Alex Quartey | Asistencia: 25,000 espectadores Árbitro(s): Alex Quartey |

## Jugadores
Estos son los 22 jugadores convocados para el torneo:

## Resultados
Nigeria fue eliminada en la segunda ronda por Dinamarca.

### Grupo D
| País     | J | G | E | P | GF | GC | GD | Pts |
| -------- | - | - | - | - | -- | -- | -- | --- |
| Nigeria  | 3 | 2 | 0 | 1 | 5  | 5  | 0  | 6   |
| Paraguay | 3 | 1 | 2 | 0 | 3  | 1  | +2 | 5   |
| España   | 3 | 1 | 1 | 1 | 8  | 4  | +4 | 4   |
| Bulgaria | 3 | 0 | 1 | 2 | 1  | 7  | -6 | 1   |

| 13 de junio de 1998 | España                | 2–3     | Nigeria                                           | Stade de la Beaujoire, Nantes                                   |                                                                 |
|                     | Hierro 21' · Raúl 47' | Reporte | Adepoju 24' · Zubizarreta 73' (a.g.) · Oliseh 78' | Asistencia: 35,500 espectadores Árbitro(s): Esfandiar Baharmast | Asistencia: 35,500 espectadores Árbitro(s): Esfandiar Baharmast |

| 19 de junio de 1998 | Nigeria    | 1–0     | Bulgaria | Parc des Princes, París                                          |                                                                  |
|                     | Ikpeba 28' | Reporte |          | Asistencia: 45,500 espectadores Árbitro(s): Mario Sánchez Yantén | Asistencia: 45,500 espectadores Árbitro(s): Mario Sánchez Yantén |

| 24 de junio de 1998 | Nigeria   | 1–3     | Paraguay                             | Stade de Toulouse, Toulouse                                  |                                                              |
|                     | Oruma 11' | Reporte | Ayala 1' · Benítez 58' · Cardozo 86' | Asistencia: 33,500 espectadores Árbitro(s): Pirom Un-prasert | Asistencia: 33,500 espectadores Árbitro(s): Pirom Un-prasert |

### Segunda Ronda
| 28 de junio de 1998 | Nigeria       | 1–4     | Dinamarca                                          | Stade de France, Saint-Denis                          |                                                       |
|                     | Babangida 77' | Reporte | Møller 3' · B. Laudrup 12' · Sand 58' · Helveg 76' | Asistencia: 77,000 espectadores Árbitro(s): Urs Meier | Asistencia: 77,000 espectadores Árbitro(s): Urs Meier |